# Andreu Bosch (doctor)
Andreu Bosch (Perpinyà, Rosselló, 1586 - 1631), fou un jurista, terciari, és a dir laic del Tercer Orde que vivia seguint la regla de Sant Francesc (profès de la Tercera Regla de Penitència del Seràfic Pare Sant Francesc), advocat i historiador del Rosselló. Se'l coneix sobretot pel fet d'haver escrit el 1628, el Summari, índex o epítome dels admirables títols d’honor de Catalunya, Rosselló i Cerdanya.
Va morir arran de l'epidèmia de la gran pesta que assolà Perpinyà els anys 1631 i 1632.

## Biografia
Andreu Bosch nasqué el 1586 al si d'una família puixant de la burgesia tèxtil de la capital rossellonesa. Fill del segon matrimoni que son pare feu amb la descendent d'una família de notaris i mercaders, es veié destinat a estudiar el dret ja que el seu pare va deixar l'empresa familiar en mans del seu germanastre.
Esdevingué jutge de les primeres apel·lacions de la Governació, és a dir, la jurisdicció del governador, per al comtat del Rosselló en particular, i en segon lloc per al comtat de Cerdanya. Fou fet noble ciutadà de matrícula el 16 de juny de 1628.

## La seva obra
El llibre es divideix en cinc parts; la primera tracta dels drets i honors de Catalunya, del Rosselló i la Cerdanya en general, la segona de les càrregues i oficis de les juridiccions i dels antics sobirans d'aquestes províncies, la tercera dels drets reials i feudals, de la noblesa, de la gent de guerra i de les ciències, la quarta de les prerrogatives de les ciutats, viles i altres ens especials, la cinquena de les lleis, usatges i privilegis i qualificacions honorífiques: el tot es justifica per la citació dels títols originals dels quals havia fet la verificació. És veu a la fi el recompte dels 1097 pragmàtics, provisions, sentències, transaccions, ordenacions i privilegis, concedits i donats pels sobirans per a la vila de Perpinyà de 1173 fins a 1620. És un in-folio imprès a Perpinyà, en casa de Lacavalleria el 1628. Aquesta compilació va valer al seu autor el trist malnom de mentider; l'epítet és massa dur: Bosch no menteix pas, però estava equivocat. Era, diu Francesc Fossa, jurista i professor de dret de la universitat de Perpinyà, al segle XVIII "tan poc jurisconsulta com historiador."
En general, els fets que l'autor sosté en lleis i cartes (furs) són vers i les citacions exactes. No es pot dir la mateixa cosa del que ha poat en mals historiadors, tals com els prejudicis i les tradicions populars.
L'obra d'Andreu Bosch ofereix una panoràmica de la situació que vivia la llengua catalana al Rosselló durant l'entrada del castellà als segles xvi i xvii, en la defensa que fa del català al seu Sumari, índex o epítome... . En aquest llibre, Bosch presenta el Rosselló com a terra idíl·lica i fa una defensa de la llengua catalana amb tots els llocs comuns propis de l'època (com el de confondre la llengua llemosina i el català literari medieval). També hi evoca la fragmentació dialectal del català, proposa solucions a la contaminació que està sofrint aquesta llengua i es burla dels predicadors perquè sermonegen en castellà, en un estil molt feixuc i clafert de castellanismes...

## Obres
- Summari, índex o Epítome dels admirables y nobilíssims títols de honor de Cathalunya, Rosselló y Cerdanya y de les gràcies, privilegis, perrogatiues, preheminencies, llibertats e immunitats gosan segons les pròpies y naturals lleys … / compost per lo Doctor Andreu Bosch …, Perpinyà: Pere Lacavalleria…, 1628.. El Sumari, índex o epítome dels admirables i nobilíssims títols d'honor de Catalunya, Rosselló i Cerdanya (1628) és una obra d'Andreu Bosch, historiador i jurista de Perpinyà.[6] Conté una defensa de l'ús públic de la llengua catalana.[7][8]